# Cnidoblasto

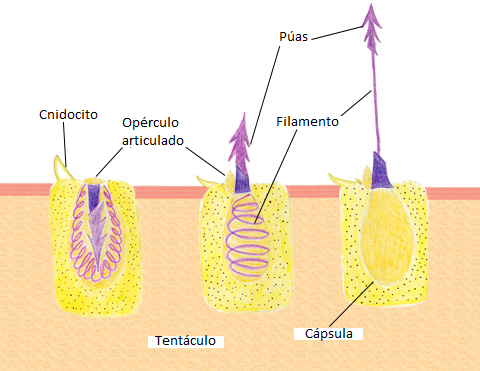
Mecanismo de acción de los cnidocitos.

Los cnidoblastos o cnidocitos son unas células especiales exclusivas de los Cnidarios (medusas, corales, anémonas de mar) que segregan una sustancia urticante y cuya misión es tanto la defensa contra los depredadores como el ataque para capturar presas. Los cnidoblastos son especialmente abundantes en los tentáculos y alrededor de la boca.
Los cnidoblastos son células redondeadas con el núcleo en posición basal y un gran orgánulo característico, el cnidocisto o nematocisto, de más de 100 μm, en posición apical; junto a él existe un flagelo muy modificado, el cnidocilio que capta los estímulos que desencadenan la descarga. El cnidocisto consta de una cápsula invaginada de doble pared, un opérculo que la cierra y un filamento enrollado en su interior que con frecuencia está erizado de espinas.
Cuando el cnidocisto es estimulado se produce la evaginación del filamento que se clava en la piel de la víctima o depredador e inyecta el líquido venenoso contenido en la cápsula. El veneno es una mezcla de sustancias de acción hemolítica y miolítica; en algunos casos es peligroso para el hombre, como en la medusa australiana Chironex fleckeri.

## Tipos de cnidocitos
- Astomocnidio: filamento de extremo cerrado.
  - Ropalonema: filamento acabado en nomadismo
  - Espironema: filamento uniforme enrollado en espiral.
- Estomocnidio: filamento abierto en el extremo.
  - Haplonema: filamento sin dardo definido.
  - Heteronema: filamento provisto de un dardo.
- Espirocisto: cápsula de pared muy fina y dardo enrollado en espiral compacta.

Los cnidoblastos que contienen los cnidocistos se extienden por toda la epidermis. La hidra tiene tres tipos funcionales de cnidocistos: los que penetran en la presa e inyectan el veneno (penetrantes); los que envuelven y enredan a la presa (envolventes); y los que segregan una sustancia adhesiva utilizada en la locomoción y fijación (glutinantes).